# Robert Bartlett
Robert Abram Bartlett (Brigus, 1875 – New York, 1946) è stato un esploratore statunitense.
Nel 1914, capitano della nave HMCS Karluk durante la spedizione di Vilhjalmur Stefansson, riuscì a lasciare la nave intrappolata dai ghiacci con un altro compagno e a trarre poi in salvo parte dell'equipaggio.